# Wang Foh-San
Wang Foh-San (auch Wang Fu-shan; geboren 1907 oder 6. Oktober 1908 in Shanghai; gestorben am 10. Dezember 1993 ebenda) war ein chinesischer Physiker und Hochschullehrer, der bei Werner Heisenberg in Leipzig studierte und promovierte.

## Leben und Werk
Wang kam aus einer reichen Familie und war gut ausgebildet. Zunächst studierte er an der Guanghua Universität in Shanghai, wo ihn ein aus Deutschland zurückkommender Mathematiklehrer anregte, in Deutschland zu studieren. Auf Grund der Weltwirtschaftskrise und der Hyperinflation in Deutschland war der Chinesische Dollar so stark, dass Wang mit Unterstützung der Familie 1929 nach Deutschland reisen konnte. Zunächst ging er nach Göttingen, um bei Max Born Physik zu studieren. Dieser fand jedoch, dass das Theoretisch-Physikalische Institut unter Werner Heisenberg in Leipzig besser zu Wangs Studium passte und empfahl ihn daher dorthin. Wang studierte so, mit Unterbrechung wegen Lungentuberkulose, von 1929 bis 1940 dort. In den späteren Jahren begann er auch zu lehren.
Jing Cheng Qu, der an der Fudan University von 1980 bis 1983 bei Wang studierte, schreibt, der 6 Jahre jüngere Wang sei in dem familiären Umfeld von Heisenberg wie ein Bruder mit diesem umgegangen. Auf der Hochzeitsgesellschaft Heisenbergs gab Wang den Tee-Servierer, da er aus China, dem Land des Tees kam.
1939 schloss Wang seine Doktoratsforschung bei Heisenberg ab und veröffentlichte 1940 seine Dissertation mit dem Titel Über die Bremsung sehr energiereicher Protonen und Neutronen durch Ausstrahlung von Mesotronen. Seine Arbeit zu den heute als Mesonen bezeichneten Teilchen, steht zwischen Hideki Yukawas theoretischer Vorhersage und Benennung von Mesotronen 1935 (Nobelpreis 1949) und Cecil Powells Entdeckung (gemeinsam mit anderen) des ersten Meson, des Pion 1947 (Nobelpreis 1950). Wangs Arbeit unterstützte Yukawas Theorie experimentell, auch wenn er 7 Jahre vor dem Nachweis des Partikels die Energie des Mesons mit 109 bis 1011 Elektronenvolt statt der 1,39 * 108 Elektronenvolt (für das Pion) um den Faktor 10 bis 1.000 überschätzte.
1940 verließ Wang Deutschland und kehrte nach China zurück, wo er zunächst den Lehrstuhl des Physik-Institutes der Guanghua Universität bekam und später den Lehrstuhl des Physik-Institutes der Tongji-Universität. Nach dem Zweiten Weltkrieg machte sich Wang große Sorgen um die Versorgung von Heisenberg sowie dessen Frau und schickte diesen daher Essenspakete aus Shanghai. Als China 1952 sein Universitätssystem reorganisierte, bekam Wang den Lehrstuhl des Physik-Institutes der Fudan-Universität. Er lehrte dort bis zu seiner Pensionierung 1985. Auch wenn er seit seiner Rückkehr seine physikalischen Forschungen nicht weiter betrieb, so wird ihm doch ein sehr großer Beitrag zur Physikausbildung in China zugeschrieben. Auch nach dem Ende der Kulturrevolution in China 1979 lehrte er weiter Physik. In den 1980ern beschäftigte sich Wang mit der Forschung zur Geschichte der Physik mit Heisenberg als Hauptthema.

## Publikationen
- namentlich genannte Mitarbeit am „§ 3. Numerische Auswertung“ von: C. F. von Weizsäcker: Zur Theorie der Kernmassen. In: Zeitschrift für Physik. 96 (1935), S. 431–458.
- Über die erweiterte Thomas-Fermi-Methode bei Atomkernen. In: Zeitschrift für Physik, Ausg. 100, Springer Verlag, November 1936, S. 734–741.
- Über die Bremsung sehr energiereicher Protonen und Neutronen durch Ausstrahlung von Mesotronen. [Diss.], Universität Braunschweig, 1940.
- Studies in the History of Modern Physics. Commercial Press, Beijing 1987.
- Einige Erinnerungen an meine Studienzeit in Deutschland. In: Christian Kleint; Gerald Wiemers: Werner Heisenberg in Leipzig, 1927–1942. Akademie Verlag, 1993, S. 110 ff.